# 奇克托瓦加
奇克托瓦加（英語：Cheektowaga）是位于美国纽约州伊利县的一个镇，地处伊利县中北部。2010年美国人口普查时，该镇有88226人，是布法罗人口第二多的郊区，仅次于阿默斯特。奇克托瓦加镇建于1839年，其名称在塞内卡语中为“野苹果之地”之意。
布法罗尼亚加拉国际机场即位于该镇。